# Larisa Savkina
Larisa Mikhajlovna Savkina (russisk: Лариса Михайловна Савкина  ; født 8. februar 1955 i Rustavi, Kartli, Georgiske SSR) er en tidligere sovjetisk/aserbajdsjansk håndboldspiller som deltog i Sommer-OL 1980.
I 1980 vandt hun en guldmedalje med de sovjetiske hold. Hun spillede i alle fem kampe og scorede et mål.